# Liga polska w piłce nożnej (1934)
Liga polska w piłce nożnej 1934 – 8. edycja najwyższych w hierarchii rozgrywek ligowych polskiej klubowej piłki nożnej.
| Poziomy rozgrywkowe w sezonie 1934 | Poziomy rozgrywkowe w sezonie 1934 | Poziomy rozgrywkowe w sezonie 1934 | Poziomy rozgrywkowe w sezonie 1934 |
| Rozgrywki                          | P                                  | Nazwa                              | Nazwa                              |
| ---------------------------------- | ---------------------------------- | ---------------------------------- | ---------------------------------- |
| Centralne                          | I                                  | Liga                               | Liga                               |
| Okręgowe (14 okręgów)              | II                                 | A Klasa (12 okręgów)               | Liga okręgowa (2 okręgi)           |
| Okręgowe (14 okręgów)              | III                                | B klasa                            | A klasa                            |
| Okręgowe (14 okręgów)              | IV                                 | C klasa                            | B klasa                            |
| Okręgowe (14 okręgów)              | V                                  |                                    | C klasa                            |

## Drużyny
| Uczestnicy poprzedniej edycji                                                                                 | Uczestnicy poprzedniej edycji | Uczestnicy poprzedniej edycji | Uczestnicy poprzedniej edycji |
| --- | ----------------------------- | ----------------------------- | ----------------------------- |
| RCH | Ruch Wielkie Hajduki          | 1                             |                               |
| PGL | Pogoń Lwów                    | 2                             |                               |
| WKR | Wisła Kraków                  | 3                             |                               |
| CRA | Cracovia                      | 4                             |                               |
| ŁKS | ŁKS Łódź                      | 5                             |                               |
| LEG | Legia Warszawa                | 6                             |                               |
| WAW | Warszawianka                  | 7                             |                               |
| SIE | Strzelec Siedlce              | 8                             |                               |
| WAR | Warta Poznań                  | 9                             |                               |
| PKR | Podgórze Kraków               | 10                            |                               |
| po barażach o utrzymanie                                                                                      |                               |                               |                               |
| GAR | Garbarnia Kraków              | 12                            |                               |
| Awans z klasy A 1933                                                                                          |                               |                               |                               |
| po eliminacjach                                                                                               |                               |                               |                               |
| PWA | Polonia Warszawa              | 1                             |                               |
| Oznaczenia: - kolumna pierwsza – skróty nazw drużyn, - kolumna trzecia – miejsce zajęte w poprzednim sezonie. |                               |                               |                               |

Uwaga: Strzelec Siedlce wycofał się z rozgrywek po rozegraniu 14 spotkań.

## Tabela
| Lp. | Drużyna                  | M  | Z  | R | P  | Bramki | Bramki | Stos. | Pkt | Uwagi             |
| --- | ------------------------ | -- | -- | - | -- | ------ | ------ | ----- | --- | ----------------- |
| 1   | Ruch Wielkie Hajduki (M) | 22 | 16 | 4 | 2  | 90     | 29     | 3,103 | 36  |                   |
| 2   | Cracovia                 | 22 | 14 | 1 | 7  | 48     | 32     | 1,500 | 29  |                   |
| 3   | Wisła Kraków             | 22 | 13 | 2 | 7  | 54     | 36     | 1,500 | 28  |                   |
| 4   | Garbarnia Kraków         | 22 | 11 | 3 | 8  | 49     | 36     | 1,361 | 25  |                   |
| 5   | Legia Warszawa           | 22 | 10 | 4 | 8  | 37     | 30     | 1,233 | 24  |                   |
| 6   | Pogoń Lwów               | 22 | 12 | 0 | 10 | 41     | 38     | 1,079 | 24  |                   |
| 7   | Warta Poznań             | 22 | 9  | 4 | 9  | 50     | 44     | 1,136 | 22  |                   |
| 8   | ŁKS Łódź                 | 22 | 10 | 1 | 11 | 31     | 43     | 0,721 | 21  |                   |
| 9   | Polonia Warszawa         | 22 | 6  | 6 | 10 | 30     | 47     | 0,638 | 18  |                   |
| 10  | Warszawianka             | 22 | 8  | 1 | 13 | 26     | 53     | 0,491 | 17  |                   |
| 11  | Podgórze Kraków (S)      | 22 | 6  | 3 | 13 | 37     | 53     | 0,698 | 15  | Spadek do klasy A |
| 12  | Strzelec Siedlce1 (S)    | 22 | 1  | 1 | 20 | 15     | 73     | 0,205 | 3   | Spadek do klasy A |

## Najlepsi Strzelcy
| Gole | Strzelcy          | Drużyny              |
| ---- | ----------------- | -------------------- |
| 34   | Ernest Wilimowski | Ruch Wielkie Hajduki |
| 28   | Teodor Peterek    | Ruch Wielkie Hajduki |
| 13   | Karol Pazurek     | Garbarnia Kraków     |
| 13   | Fryderyk Scherfke | Warta Poznań         |

Wg 

## Klasyfikacja medalowa mistrzostw Polski po sezonie
Tabela obejmuje wyłącznie kluby mistrzowskie.
|    | Klub                 |   |   |   |
| -- | -------------------- | - | - | - |
| 1. | Pogoń Lwów           | 4 | 2 | 0 |
| 2. | Cracovia             | 3 | 1 | 1 |
| 3. | Wisła Kraków         | 2 | 3 | 4 |
| 4. | Ruch Wielkie Hajduki | 2 | 0 | 0 |
| 5. | Warta Poznań         | 1 | 3 | 5 |
| 6. | Garbarnia Kraków     | 1 | 1 | 0 |